# Litoria ewingii
Litoria ewingii (rana arborícola marrón) es una especie de anfibio anuro del género Litoria, de la familia Hylidae. 

## Distribución geográfica
Es originaria de Nueva Gales del Sur, Ulladulla, Victoria y Australia Meridional.  Es una especie invasora en Nueva Zelanda.
El adulto mide 3.0 a 5.0 cm de largo.  La hembra es más grandes que el macho.  Es de color marrón claro con el vientre más claro y algunos diseños. Las patas generalmente no son palmeadas. Las puntas de los dedos de las patas tienen ventosas para trepar.
Puede vivir en pantanos, praderas, o montañas. Pone huevos, 500-600 a vez en plantas subacuáticas en estanques, arroyos, presas y zanjas. Les lleva meses convertirse en ranas.  mayoría de las ranas, Litoria ewingii puede poner huevos en cualquier momento durante el año.
En Nueva Zelanda, los renacuajos a menudo se entregan a los escolares para que puedan estudiar la metamorfosis de renacuajo a rana adulta. Esta rana es ahora una especie invasora en Nueva Zelanda porque la gente libera a las ranas jóvenes afuera después de que se realiza el proyecto. Después de ser liberados, pueden matar las ranas de Nueva Zelanda compitiendo por comida o transmitiéndoles enfermedades.

## Galería

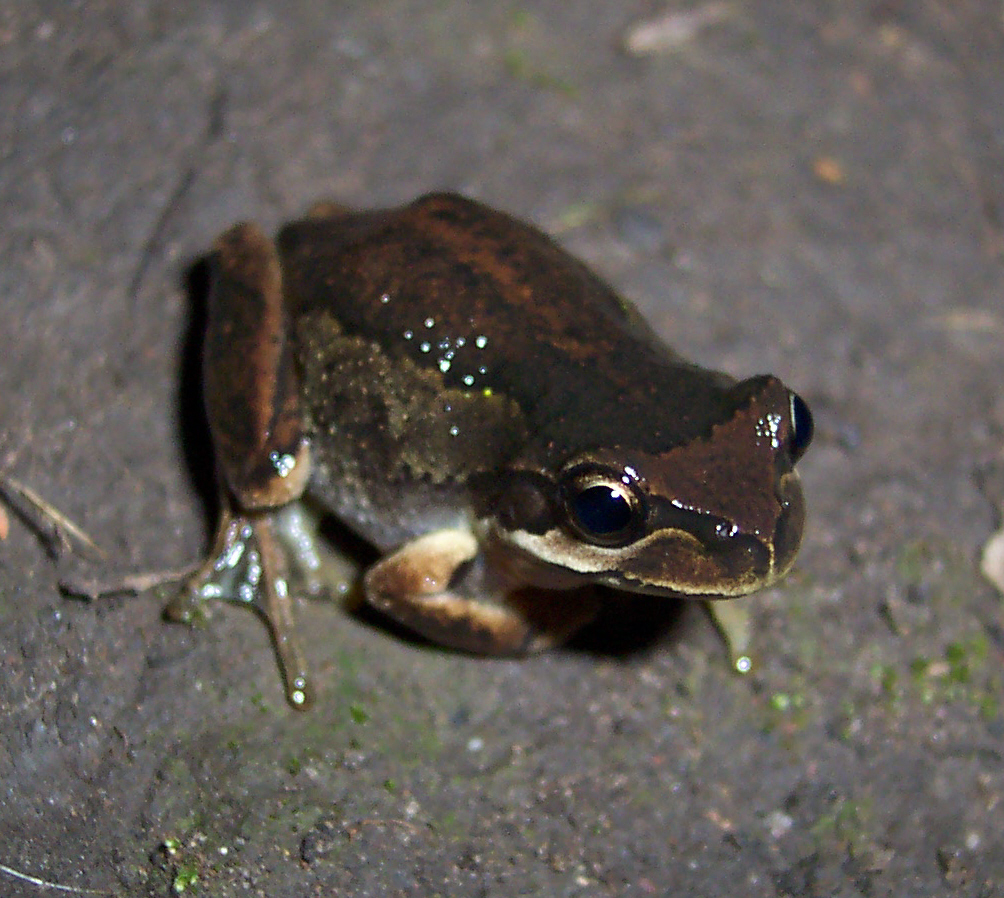
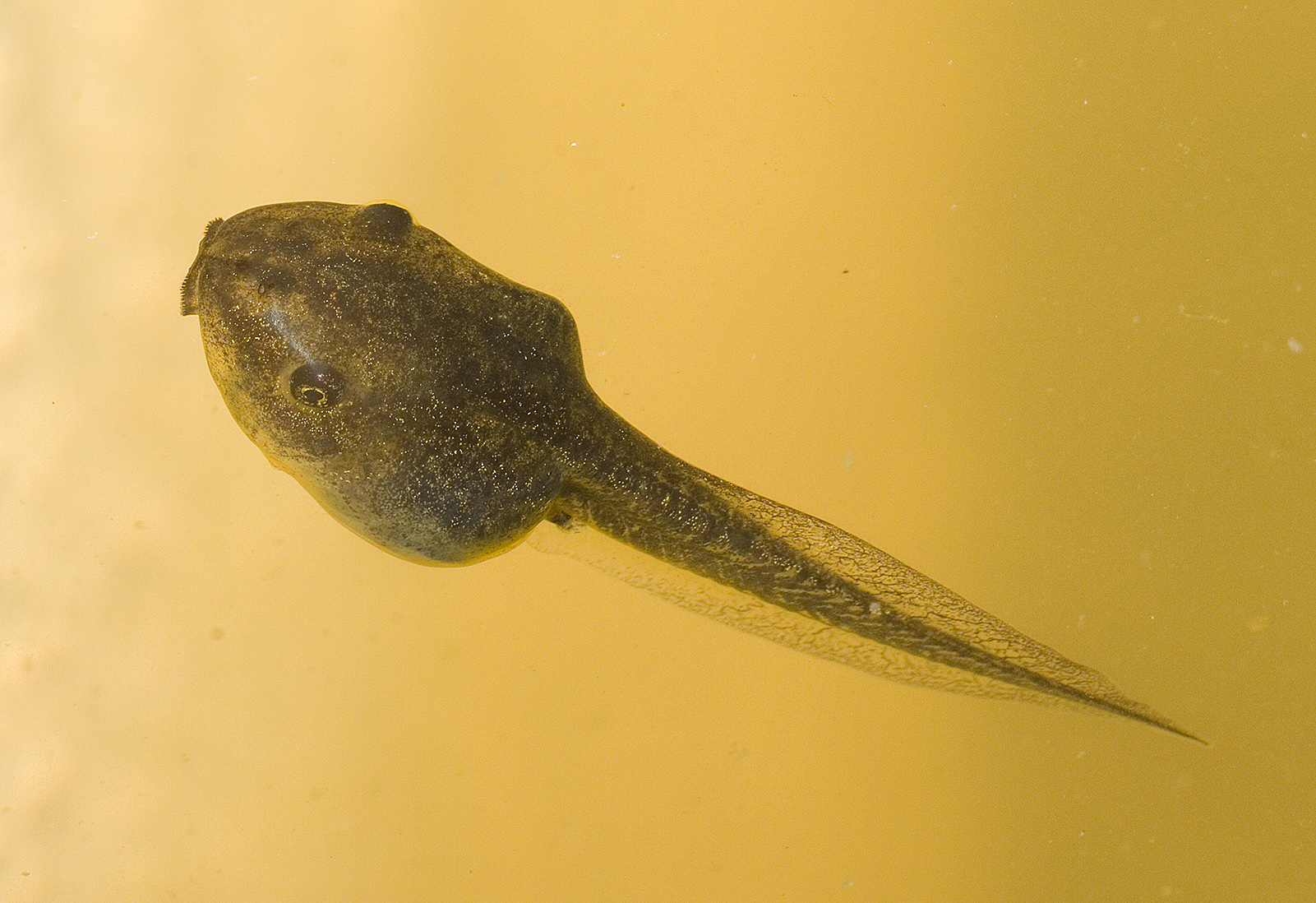